# Ficedula albicilla
El papamoscas de la taiga (Ficedula albicilla) es una especie de ave paseriforme de la familia Muscicapidae.
Antes se consideraba una subespecie del papamoscas papirrojo (Ficedula parva).

## Distribución
Se distribuye en el subcontinente indio y el sudeste de Asia, a través de Tayikistán, Kazajistán, Uzbekistán, Bangladés, Bután, India, Camboya, Laos, Myanmar, Nepal, Malasia, Tailandia, Mongolia, China, Vietnam y Japón.

## Ecología y Morfología
Pequeño mosquero pardo con una cola blanca y negra que contrasta marcadamente. El macho en época de reproducción tiene una mancha naranja en la garganta rodeada de un tenue tono grisáceo. El macho no reproductor tiene flancos más oscuros y mucho menos naranja en la garganta.
La hembra es marrón frío por encima y blanco sucio por debajo. El mosquero pechirrojo puede ser muy similar; en la taiga, observe la mancha naranja restringida y el tono grisáceo en la garganta del macho reproductor, y la coloración general más fría y el pico más oscuro. 
El canto también difiere: en la taiga tiene un canto más complejo, compuesto por silbidos y trinos, y un trino seco, más rápido que el del mosquero pechirrojo. Se reproduce en zonas boscosas, prefiriendo zonas de coníferas y caducifolios mixtos con claros y cursos de agua. Inverna en diversos hábitats boscosos o arbustivos.